# Viktor Dyk
Viktor Dyk (Pšovka u Mělníka, 31 dicembre 1877 – Isola di Mezzo, 14 maggio 1931) è stato un politico, poeta, giornalista, prosatore e drammaturgo ceco.

## Biografia
Dyk studiò dapprima al Gymnasium praghese, dove uno dei suoi insegnanti fu Alois Jirásek, e poi frequentò la Facoltà di legge all'Università di Praga.
Gli esordi letterari di Dyk risalirono al 1897 con la raccolta intitolata A porta inferi ("Dalla porta dell'inferno"), seguita da Síla života ("La forza della vita") del 1898, Marnosti ("Vanità") del 1900 ed evidenziarono pensieri pessimistici nei riguardi della situazione politica e sociale, oltre a qualche sussulto anarcoide, che si rintracciò anche in Satiry a sarkasmy ("Satire e sarcasmi") del 1905.

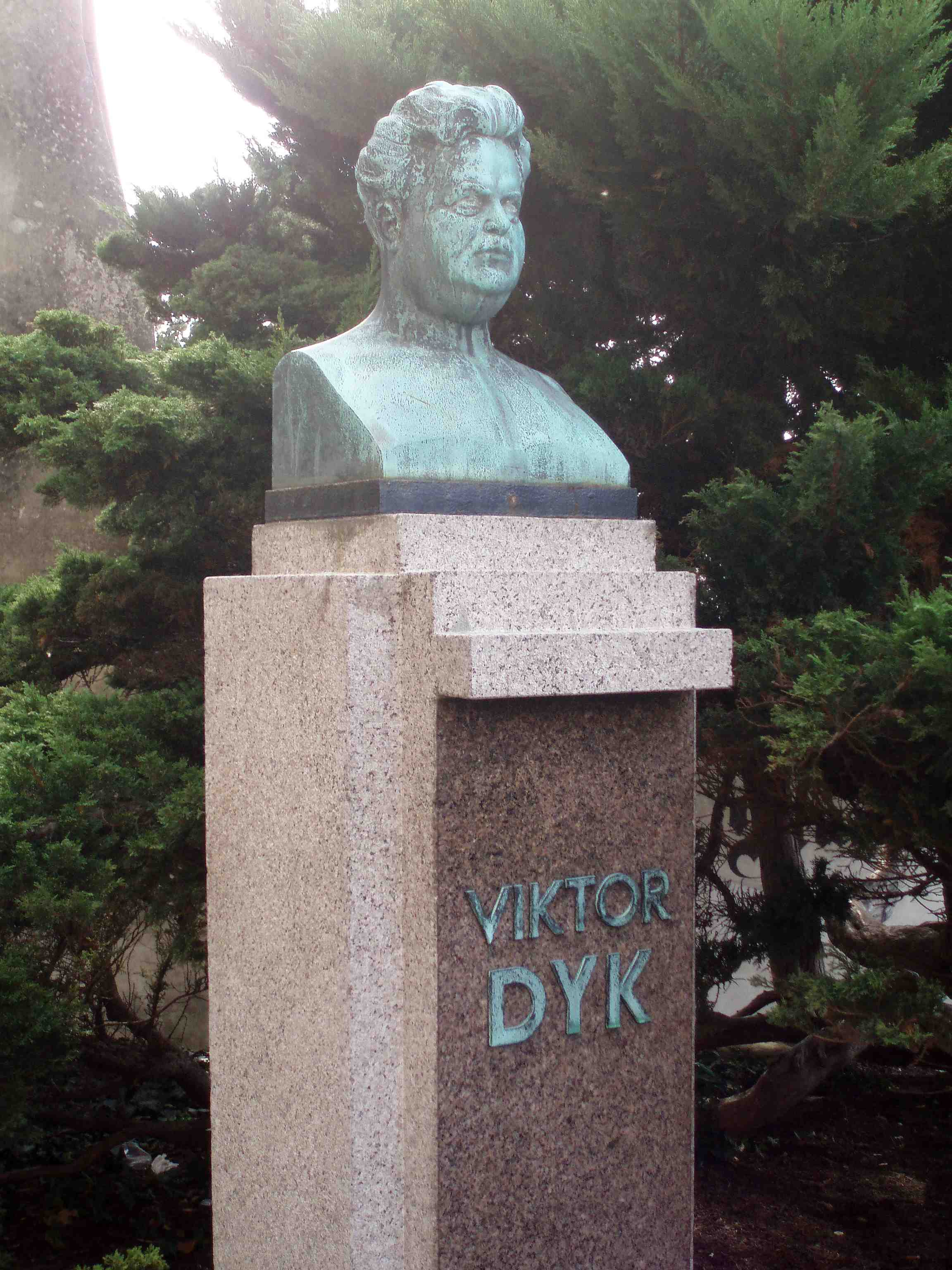
Monumento dedicato a Viktor Dyk in Mělník

Le ballate successive furono pervase dal contrasto fra realtà e ideali, tra speranze e barriere poste dal mondo e dalla società, come mostrarono Milá sedmi loupežníků ("La bella dei sette masnadieri") del 1906, storia della vendetta consumata dall'amante di un brigante ucciso a tradimento; Giuseppe Moro del 1911, incentrata sul ritorno in patria del protagonista deluso dalla realtà quotidiana; Zápas Jiřího Macků ("La lotta di Jiri Macek") del 1916, storia del suicidio di un vecchio marito che avrebbe invece voluto sfuggire alla morte grazie al matrimonio con una moglie giovane.
Negli anni della prima guerra mondiale, Dyk compilò quattro raccolte misticheggianti, nelle quali manifestò le preoccupazioni e le speranze del popolo ceco: Lehké a těžké kroky ("Passi leggeri e pesanti") del 1915, Anebo ("Oppure") del 1917, Okno ("Finestra") del 1921, Poslední rok ("L'ultimo anno") del 1922.
Le liriche degli anni venti espressero un forte colore satirico, motivato sia dagli eventi politici del primo dopoguerra, sia dalle esperienze personali dell'autore, e tra di esse si annoverarono: Pan poslanec ("Il signor deputato") del 1921 e Domy ("Case") del 1926.

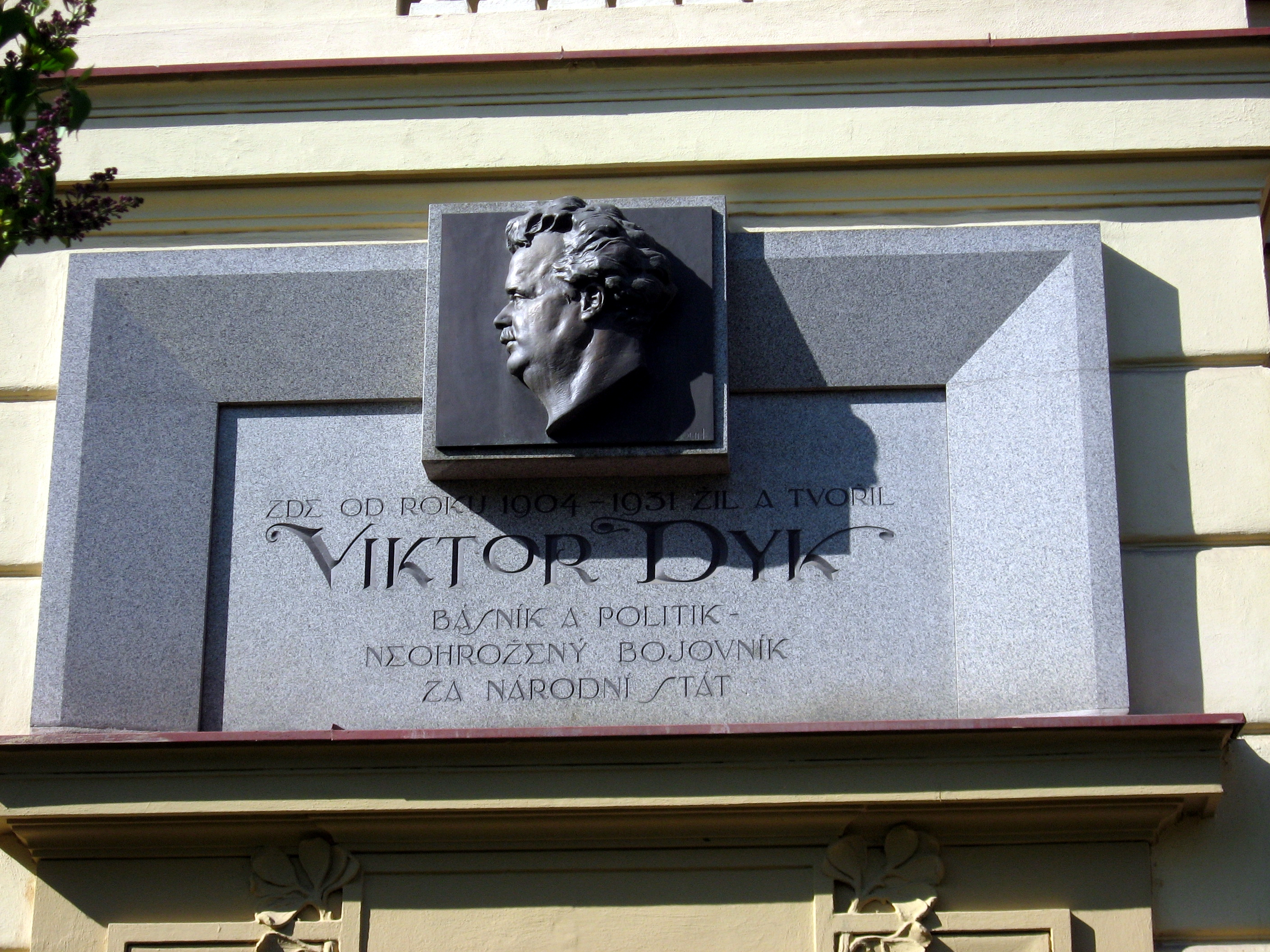
Targa alla memoria di Dyk Vinohrady

Nell'ultima raccolta, intitolata Devátá vlna ("La decima ondata") del 1930 prevalsero, invece, i toni pacati e intimistici.
Per quanta riguarda i racconti ed i romanzi, Dyk si ispirò a situazioni politiche reali, come nel caso di una delle sue opere più riuscite, intitolata Krysař ("L'accalappiatopi") del 1915, nella quale un'antica leggenda tedesca servì da pretesto a Dyk per presentare un quadro sconfortante sulla situazione politica contemporanea. Le stesse tematiche prevalsero nelle opere teatrali.
Se nell'ultima parte della sua vita, Dyk utilizzò toni più pacati, nei primi decenni di carriera si slanciò con accenti patriottici e forti, per descrivere le ambizioni e le speranze della sua generazione.

## Opere

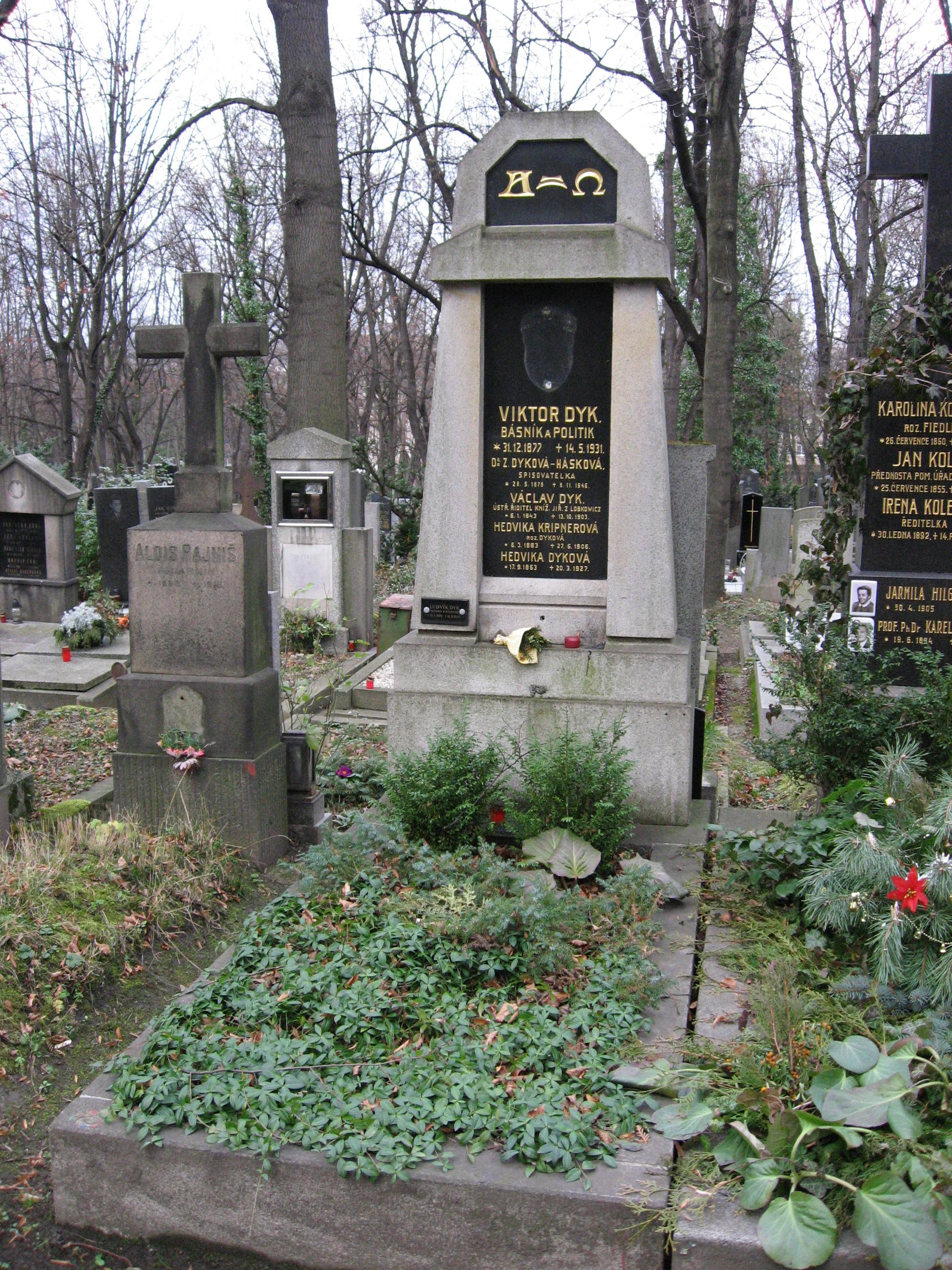
Tomba di Viktor Dyk presso Olšanské hřbitovy

### Poesia
- A porta inferi, 1897
- Síla života, 1898
- Marnosti, 1900
- Satiry a sarkasmy, 1905
- Milá sedmi loupežníků, 1906
- Pohádky z naší vesnice, 1910
- Giuseppe Moro, 1911
- Zápas Jiřího Macků, 1916
- Noci chiméry, 1917
- Devátá vlna 1930
- Lehké a těžké kroky 1915
- Anebo 1917
- Okno 1921
- Poslední rok 1922

### Prosa
- Stud, 1900
- Hučí jez a jiné prózy, 1903
- Konec Hackenschmidův, 1904
- Prosinec, 1906
- Prsty Habakukovy, 1906
- Píseň o vrbě, 1908
- Příhody, 1911
- Krysař, 1915
- Tajemná dobrodružství Alexeje Iványče Kozulinova, 1923
- Tichý dům, 1921
- Zlý vítr, 1922
- Prsty Habakukovy, 1925
- Můj přítel Čehona, 1925
- Dědivadelní hra, 1927
- Holoubek Kuzma, 1928
- Soykovy děti, 1929

### Letteratura politica
- Ad usum pana presidenta republiky (1929)
- O národní stát (1932)

### Drammi
- Epizoda, 1906
- Posel, 1907
- Zmoudření Dona Quijota, 1913
- Veliký mág, 1914
- Zvěrstva, 1919
- Ondřej a drak, 1919
- Revoluční trilogie, 1921
- Napravený plukovník Švec, 1929

### Memorie
- Vzpomínky a komentáře, 1927